# Geschiedenis van de Faeröer
Dit artikel behandelt de geschiedenis van de Faeröer.

## Ierse monniken
De eilandengroep werd waarschijnlijk in de 5e eeuw ontdekt door Ierse monniken, die vanaf 625 zich op de Faeröerse bodem vestigden bij Sumba, de zuidkaap van het meest zuidelijke eiland Suðuroy. Rondom de plaats zijn archeologische vondsten gedaan uit die tijd, en ook op het eiland Mykines is bewezen dat er toen haver verbouwd is geweest, maar hierbij moet het slechts een kleine nederzetting hebben betroffen. De monniken leefden een eenvoudig teruggetrokken bestaan.

## Vikingen
De Vikingen zouden in 795 voor het eerst voet aan wal hebben gezet, waarbij zij de Ierse monniken aantroffen. Onzeker is of zij de monniken hebben verdreven, of dat ze zijn teruggekeerd en de monniken uit eigen beweging de eilanden daarna hebben verlaten, voor een deel naar IJsland. Van het Liber de Mensura Orbis Terræ van de Ierse monnik Dicuil is bekend dat in 825 wederom Noormannen aan land gingen en er slechts schapen (door de monniken achtergelaten) en zeevogels vonden. Aan de schapen ontleende de eilandengroep ook haar naam Færeyjar, wat Oudnoords is voor Schapeneilanden; in het Faeröers, dat zich ontwikkeld heeft uit het Oudnoords en vandaag de dag op de eilanden wordt gesproken, is dit Føroyar.
De komende twee eeuwen staan bekend als de 'Vikingtijd op de Faeröer'; de belangrijkste bron hiervoor is de Faeröerderssaga (Faeröers: Føroyinga søga), in de 13e eeuw geschreven door een IJslander, mogelijk een leerling van Snorri Sturluson. In de saga worden de vestiging van voornamelijk uit Noorwegen afkomstige Vikingen beschreven, die de ijzeren greep van Harald Mooihaar ontvluchtten, tot aan de kerstening van de eilanden rond de overgang van de tiende naar de elfde eeuw. In dit tijdsbestek is het Faeröerse Alding, voorloper van het huidige Løgting, opgericht als volksraad. De aanvaarding van het christendom als staatsgodsdienst door het Alþing in 999 geldt als overgang van het Germaans heidendom op het christendom; ten slotte werden de Faeröer rond 1100 een bisdom, met Kirkjubøur als zetel.

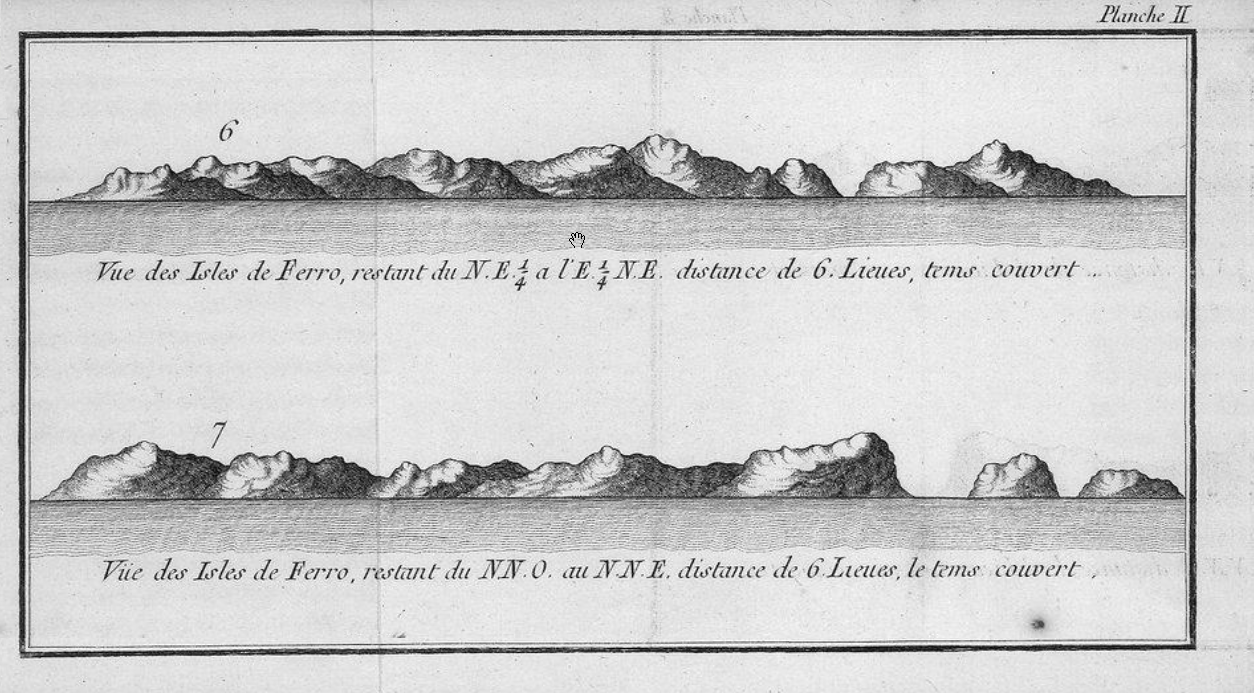
De Faeröer zoals gezien door de Franse zeevaarder Yves de Kerguelen Trémarec in 1767.

De theorie van een groepsgewijze immigratie vanuit Noorwegen is in de jaren-2020 weerlegd door genetisch onderzoek. De bevolking van de Faeröer bleek af te stammen van Denen zowel als Noren en in mindere mate Zweden.

## Onder Noorwegen
Vanaf 1035 behoorden de Faeröer-eilanden tot Noorwegen, wat als het einde van de Vikingtijd wordt beschouwd.